# フロセミド立位負荷試験
フロセミド立位負荷試験（フロセミドりついふかしけん）とは原発性アルドステロン症を診断する際に行われる検査のこと。

## 手法
朝、絶食で医療機関へ来てもらい、30分間ベッド上で安静を保つ。血圧・脈拍測定し、その後負荷前採血を行う。フロセミド40mgの急速静脈投与をする。その後、ベッドから立位に移り、室内で軽歩行・立位保持で自由行動とする。排泄も可とする。投与120分後、血圧・脈拍測定の後、採血を行う。

## 検査結果
正常であれば、フロセミドによって循環血漿量が減少し、それに対してレニン活性(PRA)が亢進することによって、血圧を維持する。原発性アルドステロン症の患者では、フロセミドにより循環血漿量が減少しても、PRAは抑制された状態となる。